# Of infinite possibilities
Of infinite possibilities is het derde studioalbum van Cryptic Vision, een band uit Sarasota (Florida). De muziekgroep gaf het album een motto mee: "This CD is taking the listener on a progressive journey of the world we live in, from the scientific to the spiritual, from our inner soul to the outer universe, the CD explores the meaning of our existence with each song representing a different perspective of how we try and make sense of our world and what lies beyond". De muziek is daarbij te vergelijken met Kansas en Spock's Beard, van een echte vernieuwing is dus geen sprake. Het album is het sluitstuk in een trilogie van alle drie de studioalbums tot en met 2012: Moments of clarity in a world of infinite possibilities. 

## Musici
- Todd Plant – zang
- Rick Duncan – slagwerk, toetsinstrumenten, gitaar en zang
- Sam Conable – basgitaar, zang
- Tim Keese – gitaar, zang
- Howard Helm – toetsinstrumenten, zang

Met
- David Ragsdale – viool (oud Kansaslid)
- Gary Schutt – percussie en didgeridoo
- Shawn Howen – toetsinstrumenten
- John Zahner – toetsinstrumenten
- John LeBlanc – gitaar
- Mike Carello – fretless bass
- Carrie Preston - zang

## Muziek
| Nr. | Titel                                                                                          | Duur  |
| --- | ---------------------------------------------------------------------------------------------- | ----- |
| 1.  | Singularity                                                                                    | 4:00  |
| 2.  | Starting gun                                                                                   | 6:22  |
| 3.  | The secret                                                                                     | 5:25  |
| 4.  | Affecting time                                                                                 | 4:01  |
| 5.  | Obsolete                                                                                       | 4:23  |
| 6.  | M Theory                                                                                       | 4:08  |
| 7.  | Real magic                                                                                     | 5:00  |
| 8.  | Lucis dream                                                                                    | 2:40  |
| 9.  | Flash of life (part II)                                                                        | 4:53  |
| 10. | Other side                                                                                     | 4:42  |
| 11. | Infinite possibilities (Overture; Flesh and blood; Vision of home; Great unknown; Coming home) | 20:42 |